# 14909 Kamchatka
14909 Kamchatka este un asteroid din centura principală, descoperit pe 14 august 1993, de Eric Elst.